# Hjo församling
Hjo församling är en församling i Billings kontrakt i Skara stift. Församlingen ligger i Hjo kommun i Västra Götalands län och ingår i Hjo pastorat. 

## Administrativ historik
Församlingen har medeltida ursprung. Omkring 1600 uppdelades församlingen i Hjo stadsförsamling och Hjo landsförsamling som sammangick igen 1989 till en återbildad Hjo församling.
Församlingen utgjorde tidigt ett eget pastorat för att därefter från omkring 1400 till 1550 vara annexförsamling i pastoratet Fågelås och Hjo. Från 1550 till 1568 utgjorde den möjligen åter ett eget pastorat för att därefter till delningen på nytt vara annexförsamling i pastoratet Fågelås och Hjo. 
Från 1989 till 2002 var den återbildade församlingen moderförsamling i pastoratet Hjo, Grevbäck, Mofalla, Norra Fågelås och Södra Fågelås som de sista åren även omfattade Korsberga och Fridene församlingar.
Församlingen införlivade 2002 Grevbäcks församling och församlingen var därefter till 2006 moderförsamling i pastoratet Hjo,  Mofalla, Norra Fågelås, Södra Fågelås, Korsberga och Fridene. Från 2006 till 2010 var den moderförsamling i pastoratet Hjo, Mofalla, Fågelås, Korsberga och Fridene samt från 2010 moderförsamling i pastoratet Hjo, Mofalla, Fågelås och Korsberga-Fridene.

## Kyrkor
- Hjo kyrka
- Grevbäcks kyrka
- Svärtans kapell